# Dipartimento di Barh Azoum
Il dipartimento di Barh Azoum è un dipartimento del Ciad facente parte della provincia del Salamat. Il capoluogo è Am Timan.

## Comuni
Il dipartimento comprende i seguenti comuni:
- Am Timan
- Djouna
- Mouraye